# 베니어

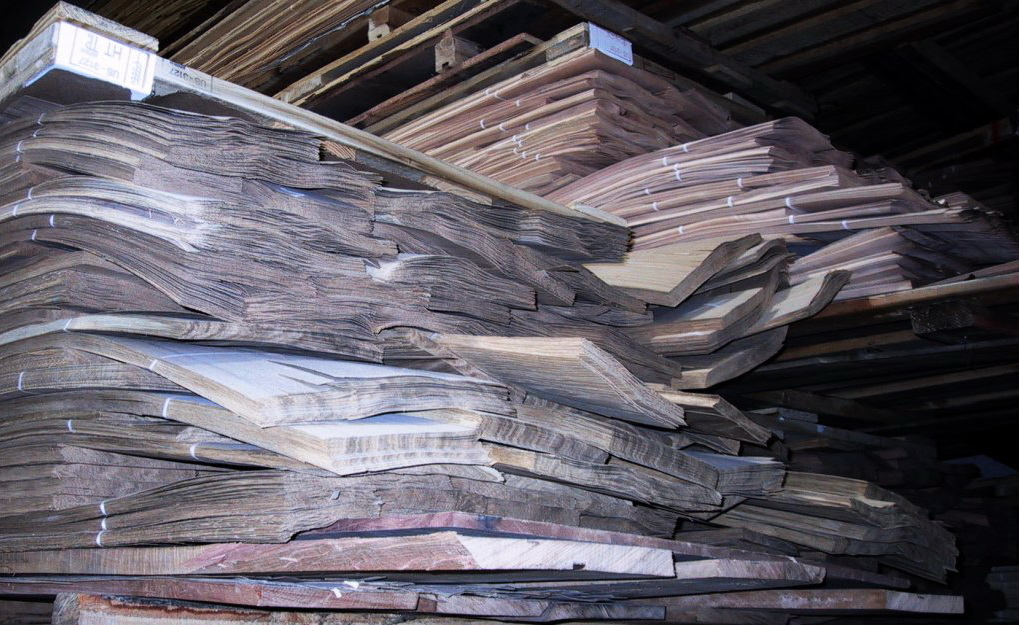

베니어(veneer)는 통나무를 얇게 길이로 자르거나 겉으로부터 돌려 깍아서 만든 얇은 나무판으로 합판을 만드는데 쓰인다.

## 같이 보기
- 공학 목재
- 폼알데하이드
- 합판
- 톱밥